# 取手市立戸頭小学校
取手市立戸頭小学校（とりでしりつ とがしらしょうがっこう）は、茨城県取手市戸頭三丁目にある公立小学校。

## 沿革

### 統合前前史
- 1975年（昭和50年）4月 - 取手戸頭団地開発により、取手市立永山小学校から分離し、取手市立戸頭西小学校として開校、創立記念日6月5日
- 1978年（昭和53年）4月 - 取手市立戸頭西小学校から分離し、取手市立戸頭東小学校として開校（校舎完成まで戸頭西小学校と同居）
- 1978年（昭和53年）11月 - 戸頭東小学校校舎が完成したため、取手市立戸頭西小学校から取手市戸頭三丁目21-1に移転し、完全開校、創立記念日11月1日
- 2015年（平成27年）3月31日 - 取手市立戸頭西小学校と取手市立戸頭東小学校が統合により閉校

### 取手市立戸頭小学校
- 2015年（平成27年）
  - 4月1日 - 取手市立戸頭西小学校、取手市立戸頭東小学校が統合し、取手市立戸頭小学校として開校
  - 10月6日 - 取手市立戸頭小学校開校記念行事（開校記念式典方式）が挙行、創立記念日10月6日

## 学区
⼾頭⼀丁⽬〜九丁⽬、⽶ノ井の⼀部、⼾頭の⼀部

## 進学先の中学校
- 取手市立戸頭中学校

※1975年(昭和50年)度限定で、取手市立永山中学校が学区だった

## 統合前の学校の位置
- 取手市立戸頭西小学校
取手市戸頭八丁目10番1号
現在は、げんきサロン戸頭西及び取手市教育総合センター
- 取手市立戸頭東小学校
取手市戸頭三丁目21番1号
現在は、取手市立戸頭小学校

## 学校行事
- 4月春休み·1学期始業式・入学式
- 5月運動会
- 6月
- 7月夏休み(下旬)
- 8月夏休み(全日)
- 9月
- 10月創立記念日·1学期終業式・2学期始業式
- 11月文化祭
- 12月冬休み(下旬)
- 1月冬休み(上旬)
- 2月
- 3月卒業式·2学期修了式·春休み·離任式

## 出身者
- 鎌田美礼 - 女流棋士[2]